# Live to Win
Live to Win je druhé sólové studiové album kytaristy a zpěváka Kiss Paula Stanleyho, vydané 24. října 2006 vydavatelstvím Universal Music Group. Toto album obsahuje významné hostující hudebníky. Album obdrželo smíšené recenze a na žebříčku Billboard 200 skončilo až na 53. místě.

## Seznam skladeb
| Pořadí | Název                      | Autor                                         | Délka |
| ------ | -------------------------- | --------------------------------------------- | ----- |
| 1.     | Live to Win                | Paul Stanley, Desmond Child, Andreas Carlsson | 3:08  |
| 2.     | Lift                       | Stanley, Child, Marti Frederiksen             | 4:04  |
| 3.     | Wake Up Screaming          | Stanley, Child, Carlsson                      | 3:00  |
| 4.     | Everytime I See You Around | Stanley, Pete Massiti                         | 3:28  |
| 5.     | Bulletproof                | Stanley, Carlsson                             | 3:01  |
| 6.     | All About You              | Stanley, Child, Carlsson                      | 3:16  |
| 7.     | Second to None             | Stanley, Carlsson                             | 3:35  |
| 8.     | It's Not Me                | Stanley, Holly Knight, Charlie Midnight       | 3:19  |
| 9.     | Loving You Without You Now | Stanley                                       | 3:16  |
| 10.    | Where Angels Dare          | Stanley, Child, John 5                        | 3:22  |

## Obsazení
- Paul Stanley – zpěv, rytmická kytara, aranžmá smyčců (4, 7, 9)

### Hostující
- Corky James – rytmická kytara, baskytara (1, 3, 6, 8, 10)
- Tommy Denander – kytara (1, 3)
- Brad Fernquist – sólová kytara (1, 3, 4, 6–9)
- John 5 – sólová kytara (5, 10)
- Andreas Carlsson – kytara (5), doprovodný zpěv (5)
- Sean Hurley – baskytara (2, 5, 10)
- Bruce Kulick – baskytara (4, 7, 9)
- Victor Indrizzo – bicí
- Greg Kurstin – klavír (4, 7, 9)
- Zac Rae – klavír (5)
- Harry Sommerdahl – klávesy (1–3, 5, 7, 10)
- C.C. White – doprovodný zpěv (5, 10)
- John Shanks – doprovodný zpěv (10)
- David Campbell – dirigent (4, 7, 9), orchestrace (4, 7, 9), aranžmá smyčců (4, 7, 9)